# Calendario juliano revisado
El calendario juliano revisado, también conocido como calendario de Milanković, o informalmente como calendario nuevo, es un calendario propuesto por el científico serbio Milutin Milanković en 1923, con el fin de reemplazar el calendario eclesiástico basado en el calendario juliano hasta el momento en uso por la totalidad de la Iglesia ortodoxa. Este calendario pretendía terminar efectivamente los 340 años de divergencia entre las fechas sancionadas por las Iglesias ortodoxas y las fechas del calendario gregoriano, predominante en todo el mundo. Desde el 1 de marzo de 1600 hasta el 28 de febrero de 2800, el calendario juliano revisado alinea sus fechas con el calendario gregoriano, que fue proclamado en 1582 por el Papa Gregorio XIII para su adopción por el mundo Católico . El calendario ha sido adoptado por las iglesias ortodoxas de Constantinopla, Alejandría, Antioquía, Rumania, Bulgaria, Chipre, Grecia, Albania, Ucrania, América y Japón.
El calendario juliano revisado tiene los mismos nombres y duración de meses que el calendario juliano, pero en él los años divisibles por 100 no son años bisiestos, excepto los años con restos de 200 o 600 cuando se dividen por 900, por ejemplo, 2000 y 2400 como en el calendario gregoriano.

## Implementación
| Año  | Residuo de la división entre 900 | ¿Es bisiesto en el calendario juliano revisado? | ¿Es bisiesto en el calendario gregoriano? |
| ---- | -------------------------------- | ----------------------------------------------- | ----------------------------------------- |
| 1000 | 100                              | No                                              | No                                        |
| 1100 | 200                              | Sí                                              | No                                        |
| 1200 | 300                              | No                                              | Sí                                        |
| 1300 | 400                              | No                                              | No                                        |
| 1400 | 500                              | No                                              | No                                        |
| 1500 | 600                              | Sí                                              | No                                        |
| 1600 | 700                              | No                                              | Sí                                        |
| 1700 | 800                              | No                                              | No                                        |
| 1800 | 0                                | No                                              | No                                        |
| 1900 | 100                              | No                                              | No                                        |
| 2000 | 200                              | Sí                                              | Sí                                        |
| 2100 | 300                              | No                                              | No                                        |
| 2200 | 400                              | No                                              | No                                        |
| 2300 | 500                              | No                                              | No                                        |
| 2400 | 600                              | Sí                                              | Sí                                        |
| 2500 | 700                              | No                                              | No                                        |
| 2600 | 800                              | No                                              | No                                        |
| 2700 | 0                                | No                                              | No                                        |
| 2800 | 100                              | No                                              | Sí                                        |
| 2900 | 200                              | Sí                                              | No                                        |
| 3000 | 300                              | No                                              | No                                        |

Se creó un comité compuesto por miembros del gobierno griego y de la Iglesia ortodoxa griega para estudiar la cuestión de la reforma del calendario. Este comité presentó su reporte en enero de 1923, en el cual recomendó cambiar (solo para fines civiles) al "calendario político" ideado en 1785 y defendido por Maksim Trpković. Trpković había abogado por este calendario con preferencia al gregoriano debido a su mayor precisión y también porque el equinoccio vernal generalmente caería el 21 de marzo, la fecha que le asignó la Iglesia (en el gregoriano, generalmente cae el 20 de marzo); como en el gregoriano, los años del comienzo del siglo no serían por lo general años bisiestos, excepto los años que tuvieran residuos de 0 o 400 cuando se dividiesen entre 900. Al final, para fines civiles, se adoptó el calendario gregoriano; el cambio entró en vigor el 16 de febrero/1 de marzo.
Tras la promulgación del decreto real, el patriarca ecuménico, Melecio IV de Constantinopla, emitió una encíclica el 3 de febrero recomendando la adopción del calendario por parte de las Iglesias ortodoxas y posteriormente, fue adoptado por varias de las Iglesias ortodoxas autocéfalas. El asunto se discutió en un concilio pan-ortodoxo en Constantinopla, que deliberó en mayo y junio. El sínodo estuvo presidido por el controvertido patriarca y estuvieron presentes representantes de las Iglesias de Chipre, Grecia, Rumania y Serbia; no hubo representantes de los otros miembros de la pentarquía ortodoxa original (los patriarcados de Jerusalén, Antioquía y Alejandría) o de la Iglesia Ortodoxa Rusa, la Iglesia ortodoxa más grande.
La discusión fue larga porque, aunque Serbia apoyó oficialmente el calendario político, Milanković (un delegado astronómico en el sínodo que representaba al Reino de los serbios, croatas y eslovenos) presionó para que se adoptara su propia versión, en la que los años seculares bisiestos serían los que dieran residuos de 200 o 600 cuando se dividiesen por 900 y el equinoccio caería por lo general el 20 de marzo (como en el gregoriano). Según la propuesta oficial, el equinoccio a veces caería el 22 de marzo; lo cual podría provocar problemas con la determinación de la fecha de Pascua, que canónicamente es el domingo siguiente a la primera luna llena tras el equinoccio de primavera. También su esquema maximizó el tiempo durante el cual el calendario político y el gregoriano correrían en conjunto.

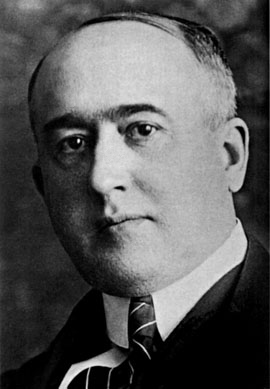
Milutin Milanković.

Los argumentos de Milanković ganaron. En su decisión el concilio adoptó la regla del año bisiesto de Milanković y dispuso que el siguiente 1 de octubre en el calendario juliano fuera 14 de octubre, reduciéndose así trece días de diferencia entre el nuevo y el viejo calendario. Se prefirió el calendario político al gregoriano porque su año medio estaba dentro de los dos segundos de la duración contemporánea del año tropical medio.
El sínodo también propuso la adopción de una regla astronómica para la Pascua: la Pascua sería el domingo siguiente al día, medido de medianoche a medianoche, durante el cual ocurre la primera luna llena después del equinoccio vernal en el meridiano de la Iglesia del Santo Sepulcro en Jerusalén. Aunque el instante de la luna llena debe ocurrir después del momento exacto del equinoccio vernal, pueden ocurrir en el mismo día. Si la luna llena ocurre un domingo, la Pascua es el domingo siguiente. Las Iglesias que adoptaron este calendario lo hicieron en distintas fechas; sin embargo, todas las Iglesias ortodoxas continúan usando el calendario juliano para determinar la fecha de la Pascua (excepto la Iglesia ortodoxa finlandesa y la Iglesia ortodoxa estonia, que ahora celebran la fecha de Pascua de acuerdo con el calendario gregoriano).

## Diferencia con respecto al calendario gregoriano
En la siguiente tabla se muestran las diferencias entre las fechas en el calendario gregoriano (G) y las fechas en el calendario juliano revisado (JR) calculadas para principios de enero y marzo de cada año secular, donde surgen o desaparecen las diferencias. Estos son cálculos aritméticos exactos, que no dependen de la astronomía; una diferencia negativa significa que el calendario juliano revisado proléptico está detrás del calendario gregoriano proléptico. Del 1 de marzo de 1600 al 28 de febrero de 2800 el calendario juliano revisado es el mismo que el calendario gregoriano, pero el día siguiente sería el 1 de marzo de 2800 en el calendario juliano revisado o el 29 de febrero de 2800 en el calendario gregoriano; esta diferencia se indica como '+1' en la tabla. 2900 es un año bisiesto en el calendario juliano revisado, pero no en el gregoriano: el 29 de febrero de 2900 en el calendario juliano revisado es el 28 de febrero de 2900 en el calendario gregoriano y el día siguiente será el 1 de marzo de 2900 en ambos calendarios, de ahí que la diferencia desaparece y por eso en la tabla se muestra la notación '0'.
| Fechas                                    | JR − G |                                     | Fechas | JR − G                                |    | Fechas | JR − G |
| Marzo del 1 a. C.-febrero de 200 d. C.    | 0      | Marzo 3600 d. C.-febrero 3800 d. C. | +1     | Marzo 7200 d. C.-febrero 7400 d. C.   | +2 |        |        |
| Marzo 200 d. C.-febrero 400 d. C.         | −1     | Marzo 3800 d. C.-febrero 4000 d. C. | 0      | Marzo 7400 d. C.-febrero 7600 d. C.   | +1 |        |        |
| Marzo 400 d. C.-febrero 600 d. C.         | 0      | Marzo 4000 d. C.-febrero 4200 d. C. | +1     | Marzo 7600 d. C.-febrero 7800 d. C.   | +2 |        |        |
| Marzo 600 d. C.-febrero 800 d. C.         | −1     | Marzo 4200 d. C.-febrero 4400 d. C. | 0      | Marzo 7800 d. C.-febrero 8000 d. C.   | +1 |        |        |
| Marzo 800 d. C.-febrero 1100 d. C.        | 0      | Marzo 4400 d. C.-febrero 4700 d. C. | +1     | Marzo 8000 d. C.-febrero 8300 d. C.   | +2 |        |        |
| Marzo de 1100 d. C.-febrero de 1200 d. C. | −1     | Marzo 4700 d. C.-febrero 4800 d. C. | 0      | Marzo 8300 d. C.-febrero 8400 d. C.   | +1 |        |        |
| Marzo de 1200 d. C.-febrero de 1500 d. C. | 0      | Marzo 4800 d. C.-febrero 5100 d. C. | +1     | Marzo 8400 d. C.-febrero 8700 d. C.   | +2 |        |        |
| Marzo 1500 d. C.-febrero 1600 d. C.       | −1     | Marzo 5100 d. C.-febrero 5200 d. C. | 0      | Marzo 8700 d. C.-febrero 8800 d. C.   | +1 |        |        |
| Marzo de 1600 d. C.-febrero de 2800 d. C. | 0      | Marzo 5200 d. C.-febrero 6400 d. C. | +1     | Marzo 8800 d. C.-febrero 10000 dC     | +2 |        |        |
| Marzo 2800 d. C.-febrero 2900 d. C.       | +1     | Marzo 6400 d. C.-febrero 6500 d. C. | +2     | marzo 10000 d. C.-febrero 10100 d. C. | +3 |        |        |
| Marzo 2900 d. C.-febrero 3200 d. C.       | 0      | Marzo 6500 d. C.-febrero 6800 d. C. | +1     | Marzo 10100 d. C.-febrero 10400 d. C. | +2 |        |        |
| Marzo 3200 d. C.-febrero 3300 d. C.       | +1     | Marzo 6800 d. C.-febrero 6900 d. C. | +2     | Marzo 10400 d. C.-febrero 10500 d. C. | +3 |        |        |
| Marzo 3300 d. C.-febrero 3600 d. C.       | 0      | Marzo 6900 d. C.-febrero 7200 d. C. | +1     | Marzo 10500 d. C.-febrero 10800 d. C. | +2 |        |        |

En 900 años del calendario juliano hay doscientos veinticinco días bisiestos (900⁄4 = 225). La regla juliana revisada omite siete de los años bisiestos de nueve siglos, dejando doscientos dieciocho días bisiestos por ciclo de 900 años (225−7 = 218). Por lo tanto, el año medio del calendario es 365 + 218⁄900 días, pero en realidad es un ciclo doble que se reduce a 365 + 109⁄450 = 365,242 días, o exactamente 365 días, 5 horas, 48 minutos y 48 segundos, que es exactamente 24 segundos más corto que el año medio gregoriano de 365,2425 días; por lo que a largo plazo, en promedio, el calendario juliano revisado se adelanta al calendario gregoriano por un día en 3600 años.

## Adopción en Iglesias ortodoxas
El nuevo calendario ha sido adoptado por las Iglesias ortodoxas de la siguiente manera:
- 1923: Iglesia ortodoxa apostólica de Estonia (aceptó el calendario gregoriano, incluso para la celebración de la Pascua, pero en 1945 se unió al Patriarcado de Moscú y volvió a juliano, después se reestableció en 1996 y adoptó el calendario juliano revisado en 2012).
- 1923: La Iglesia ortodoxa de Finlandia (usa el calendario gregoriano, incluso para la celebración de la Pascua).
- 23/10 de marzo de 1924: Iglesia ortodoxa de Constantinopla, Chipre y Grecia.
- 14 de octubre de 1924: Iglesia ortodoxa de Polonia (muy pocas parroquias cambiaron, el 15 de junio de 2014 la Iglesia volvió a cambiar, pero las parroquias individuales pueden usar el calendario juliano revisado si lo desean).
- 1/14 de octubre de 1924: Iglesia ortodoxa rumana.
- 1/14 de octubre de 1928: Iglesia ortodoxa de Alejandría y Antioquía.
- 12 de abril de 1937: Iglesia ortodoxa de Albania.
- 7/20 de diciembre de 1968: Iglesia ortodoxa de Bulgaria.[13]
- 1 de septiembre de 2023: Iglesia ortodoxa de Ucrania[14][15][16]

El nuevo calendario no ha sido adoptado por las Iglesias ortodoxas de Jerusalén, Rusia, Serbia (incluidas la Iglesia ortodoxa macedonia —no canónica— y la Iglesia ortodoxa montenegrina), Georgia, Ucrania (la iglesia leal a Moscú), los monasterios del Monte Athos y las Iglesias veterocalendaristas griegas. Aunque Milanković declaró que la Iglesia ortodoxa rusa adoptó el nuevo calendario en 1923, la Iglesia actual continúa usando el calendario juliano tanto para sus festividades fijas como para la Pascua. Una solución a este enigma es plantear la hipótesis de que solo fue aceptado por la cismática Iglesia Renovacionista, de corta duración, que se había apoderado de los edificios de la Iglesia con el apoyo del gobierno soviético mientras el patriarca Tikhon estaba bajo arresto domiciliario; después de su liberación, el 15 de julio de 1923, declaró que todos los decretos renovacionistas estaban sin gracia, incluyendo presumiblemente su aceptación del nuevo calendario.

### Justificación del nuevo calendario
La justificación básica para el nuevo calendario son los errores conocidos del calendario juliano, que con el transcurso del tiempo conducirá a una situación en la que aquellos que siguen el calendario juliano (en el hemisferio norte) contarán el mes de diciembre (y el fiesta de la Natividad de Cristo) durante el calor del verano, agosto y sus fiestas durante el frío intenso del invierno, Semana Santa durante el otoño y las fiestas de noviembre en la primavera. Esto entraría en conflicto con la práctica histórica de la Iglesia de celebrar el nacimiento de Cristo el 25 de diciembre, fecha elegida por varias razones. Una de las razones que menciona Bennet es la época del solsticio de invierno, cuando los días comienzan a alargarse nuevamente al reaparecer el sol físico, junto con el hecho de que Cristo ha sido tradicionalmente reconocido por los cristianos como el sol metafórico y espiritual que cumple Las palabras proféticas de Malaquías: "el sol de justicia brillará y en sus alas traerá salvación" (Malaquías 4:2). La identificación, basada en esta profecía, de Jesucristo como el "sol de justicia" se encuentra muchas veces en los escritos de los primeros padres de la Iglesia y se deriva de muchas referencias del Nuevo Testamento que relacionan a Jesús con la imagen del sol y la luz.
Los defensores del nuevo calendario no consideran que el calendario juliano tenga ninguna sanción divina en particular; más bien, ven el calendario juliano como una invención humana y, por lo tanto, sujeto a mejoras o reemplazo.
Los partidarios del nuevo calendario también pueden señalar ciertos problemas pastorales que se resuelven con su adopción:
- Las parroquias que observan el calendario juliano enfrentan el problema de que se supone que los feligreses deben continuar ayunando durante la Navidad y el Año Nuevo occidentales, temporadas en las que es probable que sus familias y amigos festejen y celebren el Año Nuevo, a menudo con fiestas, uso de licor, etc. Esta situación presenta tentaciones evidentes, que se eliminan cuando se adopta el nuevo calendario.

- Otro problema pastoral es la tendencia a centrar la atención en las identificaciones étnicas de la fiesta, en lugar de su significado cristiano y dogmático; lo que, a su vez, tiende a fomentar la impresión de que para los ortodoxos, la fiesta de la Natividad de Cristo se centra en la observancia de la fecha juliana de esa fiesta, más que en la conmemoración del nacimiento de Cristo. Tal enfoque les parece a los defensores del calendario juliano revisado y también a muchos no ortodoxos, como una práctica encantadora y pintoresca, pero también anacrónica, anticientífica y, por lo tanto, en última instancia irracional.

- Algunos ortodoxos mismos pueden reforzar esta impresión sin darse cuenta por la ignorancia de su propia fe y por un enfoque exclusivo, o excesivo, en el tema del calendario: se ha observado, anecdóticamente, que algunos rusos no pueden citar ninguna diferencia en la creencia o la práctica. entre su fe y la fe de los cristianos occidentales, excepto por la diferencia del calendario de 13 días.

Contra el nuevo calendario, se argumenta que en la medida en que el uso del calendario juliano estaba implícito en la decisión del Concilio de Nicea I (325), ninguna autoridad que no sea un Concilio Ecuménico puede cambiar esta decisión. Sin embargo, el hecho es que ese Concilio no tomó ninguna decisión o decreto en absoluto con respecto al calendario juliano. Su silencio constituyó una aceptación implícita no del calendario juliano, sino del calendario civil, que resultó ser, en ese momento, el calendario juliano (la decisión explícita de Nicea se refería, más bien, a la fecha de Pascua). En virtud de esto, los defensores del nuevo calendario argumentan que ninguna decisión de un Concilio Ecuménico fue ni es necesaria hoy para revisar (no abandonar) el calendario juliano; y además, que al hacer la revisión, la Iglesia se mantiene en el espíritu de Nicea I al mantener el calendario civil en todos sus elementos esenciales, mientras que, por el contrario, no cumplir con el calendario civil podría verse como una desviación del espíritu de Nicea I en este sentido. Por último, se argumenta que dado que la adopción del nuevo calendario evidentemente no implica ningún cambio o desviación de las enseñanzas teológicas o éticas del cristianismo ortodoxo, sino que equivale a un cambio meramente disciplinario o administrativo, una especie de corrección del reloj, la autoridad de promulgar ese cambio cae dentro de la competencia de la autoridad episcopal local contemporánea. La aceptación implícita de esta línea de razonamiento, o algo muy parecido a ella, subyace en la decisión de adoptar el nuevo calendario por parte de aquellas Iglesias ortodoxas que lo han hecho.
Se sigue que, en general, los defensores del nuevo calendario sostienen que en las localidades donde la autoridad episcopal de la Iglesia ha optado por adoptar el nuevo calendario, pero donde algunos han roto la comunión con quienes implementan este cambio, son los que han roto comunión que de hecho han introducido la desunión, en lugar del nuevo calendario en sí o aquellos que lo han adoptado; aunque la mayoría estaría de acuerdo en que los intentos en varios momentos de obligar al uso del nuevo calendario han magnificado la desunión.
A la objeción de que el nuevo calendario ha creado problemas al ajustar solo el calendario fijo, dejando todas las conmemoraciones en el ciclo móvil del calendario juliano original, la respuesta obvia, por supuesto, es que el Sínodo de 1923, que adoptó el nuevo calendario, de hecho también cambió el calendario móvil, y que los problemas de calendario introducidos como resultado de la adopción del nuevo calendario (fijo) solamente, no habrían existido si las correcciones al calendario móvil también se hubieran implementado.
Según los defensores del nuevo calendario, el argumento de que la celebración de la Navidad el 25 de diciembre en el nuevo calendario es una celebración puramente secular y, por lo tanto, es un momento inadecuado para que los cristianos ortodoxos celebren la Natividad de Cristo, es claramente inexacto, ya que la celebración del nacimiento de Cristo el 25 de diciembre entre los cristianos occidentales (y hoy, entre muchos cristianos ortodoxos) ocurre abrumadoramente en los lugares de culto e involucra himnos, oraciones, lecturas de las escrituras, dramas religiosos, conciertos litúrgicos y similares. Los defensores del nuevo calendario señalan además que, en la medida en que el 25 de diciembre es una celebración secular en el mundo occidental, el 7 de enero (es decir, el 25 de diciembre en el viejo calendario) parece estar convirtiéndose en uno también, en los países ortodoxos que continúan siguiendo el antiguo calendario. En Rusia, por ejemplo, el 7 de enero ya no es una fiesta espiritual solo para los cristianos ortodoxos, sino que ahora se ha convertido en una fiesta nacional (por lo tanto, secular) para todos los rusos, incluidos los cristianos no ortodoxos, las personas de otras religiones y los no creyentes; quedaría por ver a dónde conducirá esto al final.
Entre otros argumentos de los defensores del nuevo calendario están los hechos sobre la base de la verdad (a pesar de que los detractores de ese calendario afirman que la fecha del calendario antiguo, 7 de enero / 25 de diciembre, es la verdadera celebración de la Natividad de Cristo). Los argumentos basados en la verdad pueden tomar dos formas: (1) Si un calendario es un sistema para contar el tiempo basado en los movimientos de los cuerpos astronómicos —específicamente los movimientos del Sol y la Luna, en el caso del calendario eclesiástico— y si la precisión o exactitud es entendido como un aspecto de la verdad, entonces un calendario que es más exacto y preciso con respecto a los movimientos de esos cuerpos debe considerarse más verdadero que uno que es menos preciso. En este sentido, algunos de los que defienden el antiguo calendario como verdad (más que por razones pastorales, como parece ser el caso de las iglesias nacionales que se adhieren a él) pueden aparecer, a los que siguen el nuevo calendario, como los defensores de una ficción. (2) Algunos defensores del nuevo calendario argumentan que la celebración, de cualquier manera o forma, de dos fiestas de la Natividad de Cristo dentro del mismo año litúrgico no es posible, ya que según la fe solo hay una celebración de esa fiesta en un mismo año. Sobre esta base, argumentan que quienes prefieren observar una fiesta secular de la Natividad el 25 de diciembre y una "religiosa" el 7 de enero, yerran respecto a la verdad de que hay una sola fiesta de la Natividad cada año.

### Críticas al cambio de calendario
Si bien el nuevo calendario ha sido adoptado por muchas de las Iglesias nacionales más pequeñas, la mayoría de los cristianos ortodoxos continúan adhiriéndose al calendario juliano tradicional, y ha habido mucha acritud entre las dos partes durante las décadas posteriores al cambio, lo que a veces ha llevado incluso a violencia, especialmente en Grecia.
Los críticos ven el cambio de calendario como una innovación injustificada, influenciada por la sociedad occidental. Dicen que no se ha dado ninguna razón teológica sólida para cambiar el calendario, que las únicas razones aducidas son sociales. La propuesta de cambio fue presentada por Meletios Metaxakis, patriarca ecuménico de Constantinopla, un patriarca cuyo estatus canónico ha sido cuestionado.
También se argumenta que, dado que el uso del calendario juliano estaba implícito en la decisión del Primer Concilio Ecuménico en Nicea (325), que estandarizó el cálculo de la fecha de Pascua, ninguna autoridad que no sea un concilio ecuménico puede cambiarlo. Se argumenta además que la adopción del nuevo calendario en algunos países y no en otros ha roto la unidad litúrgica de las iglesias ortodoxas orientales, anulando la decisión tomada por el Concilio de Nicea de decretar que todas las iglesias locales celebren la Pascua en el mismo día. El emperador Constantino, escribiendo a los obispos ausentes del concilio para notificarles la decisión, argumentó: "Piensen, entonces, cuán indecoroso es que el mismo día algunos estén ayunando mientras otros están sentados en un banquete".
Las objeciones litúrgicas al nuevo calendario provienen del hecho de que ajusta solo aquellas celebraciones litúrgicas que ocurren en fechas fijas del calendario, dejando todas las conmemoraciones en el ciclo móvil del calendario juliano original. Esto altera la armonía y el equilibrio del año litúrgico. (Esto no habría sido un problema si las recomendaciones del sínodo de 1923 de usar una regla astronómica para calcular la fecha de Pascua, como se describe anteriormente, no hubieran sido rechazadas). Esta interrupción es más notoria durante la Gran Cuaresma. Ciertas fiestas están diseñadas para caer durante la Cuaresma, como la fiesta de los Cuarenta Mártires de Sebaste. La Fiesta de la Anunciación también está destinada a caer antes de Pascua o durante la Semana Santa. A veces, la Anunciación caerá en el mismo día de Pascua, una concurrencia muy especial conocida como Kyrio-Pascha, con prácticas litúrgicas especiales señaladas para tal ocurrencia; sin embargo, bajo el nuevo calendario, la Kyrio-Pascha se vuelve imposible. El Ayuno de los Apóstoles muestra el aspecto más difícil del nuevo calendario. El ayuno comienza en el ciclo móvil y termina en la fecha fijada del 29 de junio; dado que el nuevo calendario se adelanta 13 días al calendario juliano tradicional, el ayuno de los Apóstoles es 13 días más corto para quienes siguen el nuevo calendario, y algunos años se abroga por completo. Además, los críticos del nuevo calendario señalan la ventaja de celebrar la Natividad por separado de las celebraciones seculares de Navidad y Año Nuevo, que están asociadas con la fiesta y el consumo de alcohol.

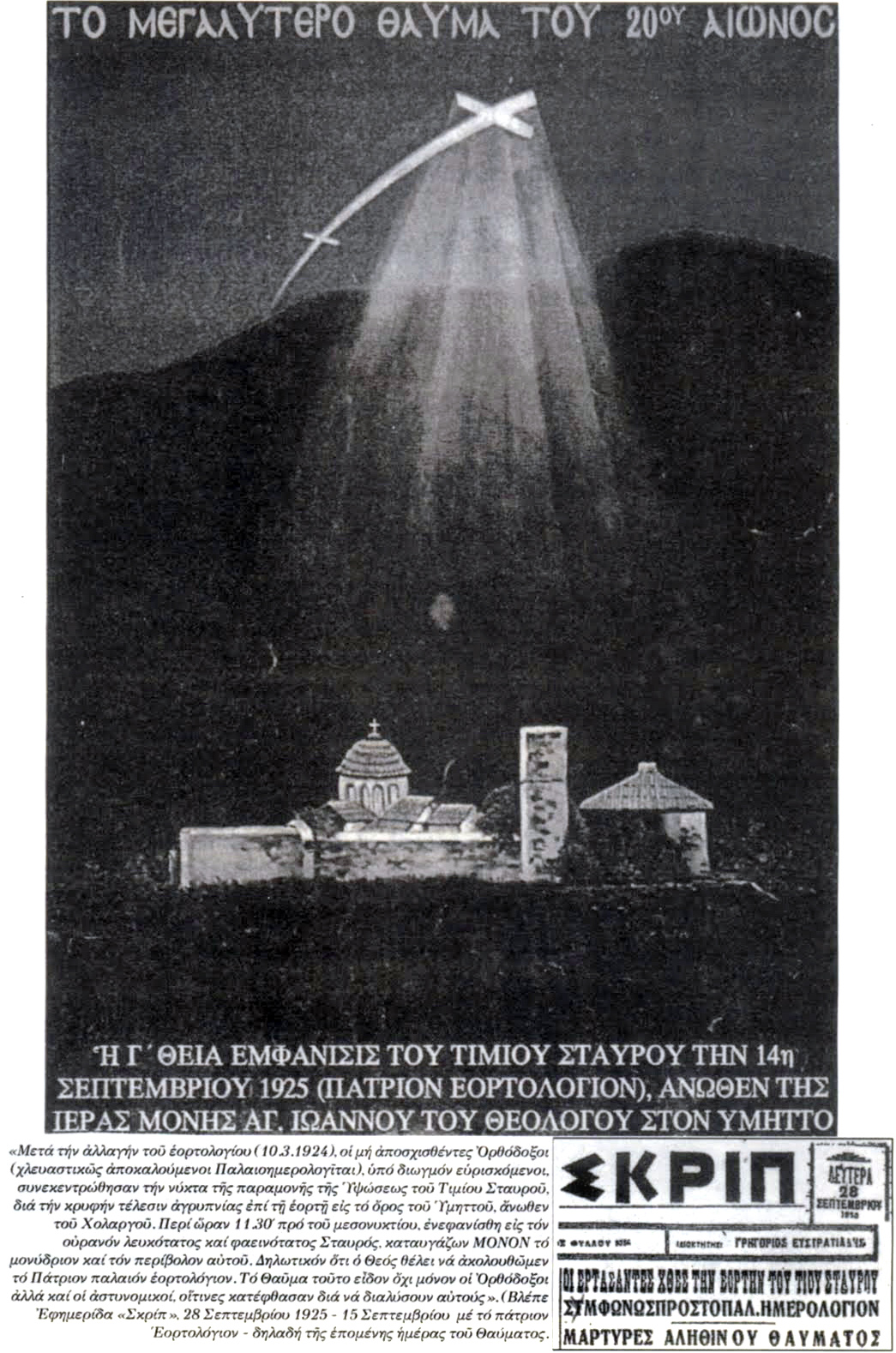
Vista de la de la aparición de la Santa Cruz en Himeto. Fuente: Diario SKRIP (Atenas, Grecia 1925).

Los críticos también señalan que los defensores del nuevo calendario tienden a usar una justificación mundana en lugar de espiritual para cambiar el calendario, queriendo estar de "fiesta con todos los demás" en Navidad y preocupándose porque el cambio gradual en el calendario juliano afectará de alguna manera negativamente la celebración de fiestas que están vinculadas a las estaciones del año. Sin embargo, los opositores replican que las estaciones se invierten en el hemisferio sur, donde las celebraciones litúrgicas no son menos válidas. La validez de este argumento es cuestionable, ya que las fiestas de la Iglesia ortodoxa no cambiaron sin importar dónde se celebraran, y los servicios ortodoxos se llevaron a cabo en el hemisferio sur con pocos problemas siglos antes de la introducción del nuevo calendario.
Los defensores también argumentan que el nuevo calendario es de alguna manera más "científico", pero los opositores argumentan que la ciencia no es la principal preocupación de la Iglesia; más bien, la Iglesia se preocupa por la trascendencia, por estar "en el mundo, pero no ser de él", fijando la atención de los fieles en la eternidad. Científicamente hablando, ni el calendario gregoriano ni el nuevo calendario son absolutamente precisos. Esto se debe a que el año solar no se puede dividir uniformemente en segmentos de 24 horas. Entonces cualquier calendario público es impreciso; es simplemente una designación acordada de días.
Desde una perspectiva espiritual, los veterocalendaristas también señalan una serie de hechos milagrosos que ocurren exclusivamente en el calendario antiguo, como el "descenso de la nube sobre el monte" en la fiesta de la Transfiguración. Después de que se instituyó el cambio de calendario, los seguidores del antiguo calendario en Grecia aparentemente presenciaron la aparición de una cruz en el cielo, visible para miles en la fiesta de la Exaltación de la Santa Cruz de 1925, de la cual se registraron relatos de testigos presenciales.
Para tales eventos especiales, si se conoce la fecha y el año juliano originales, siempre existe la opción de calcular cuál fue la fecha juliana revisada proléptica de ese evento y luego observar su aniversario en ese día, si eso puede aceptarse social y ritualmente.